# Aristolochia rodriguesii
Aristolochia rodriguesii är en piprankeväxtart som beskrevs av Frederico Carlos Hoehne. Aristolochia rodriguesii ingår i släktet piprankor, och familjen piprankeväxter. Inga underarter finns listade i Catalogue of Life.